# Бабкин, Сергей Сергеевич
Сергей Сергеевич Бабкин (род. 25 сентября 2002, Волгоград) — российский футболист, полузащитник клуба «Крылья Советов».

## Биография
Воспитанник СДЮСШОР-11 «Зенит-Волгоград». В феврале 2017 года перешёл в академию ФК «Анжи» (Каспийск). В ноябре — декабре 2017 сыграл два матча в молодёжном первенстве, выходил в концовках игр. В июле 2019 года перешёл в московский «Локомотив». В августе — ноябре 2019 сыграл 10 матчей в ЮФЛ, забил два гола. В молодёжном первенстве в сезонах 2019/20 — 2020/21 провёл 26 матчей, забил три гола. 3 апреля 2021 года в домашнем матче с «Читой» дебютировал в первенстве ПФЛ в составе ФК «Локомотив-Казанка». 17 июля в матче за Суперкубок России против «Зенита» (0:3) вышел на 81-й минуте. 24 июля в домашней игре первого тура чемпионата России 2021/22 против «Арсенала» (3:1) вышел на 90-й минуте вместо Фёдора Смолова.
Сезон 22/23 провёл в аренде в самарских «Крыльях Советов», а в сентябре 2023 года клуб выкупил права на игрока у московского «Локомотива».
5 октября 2024 года вызван в основную сборную России для участия в учебно-тренировочном сборе.

## Клубная статистика
| Выступление         | Выступление      | Выступление      | Лига | Лига | Кубки | Кубки | Еврокубки | Еврокубки | Итого | Итого |
| Клуб                | Лига             | Сезон            | Игры | Голы | Игры  | Голы  | Игры      | Голы      | Игры  | Голы  |
| ------------------- | ---------------- | ---------------- | ---- | ---- | ----- | ----- | --------- | --------- | ----- | ----- |
| Локомотив (Москва)  | Премьер-лига     | 2021/22          | 15   | 0    | 2     | 0     | 1         | 0         | 18    | 0     |
| Локомотив (Москва)  | Премьер-лига     | 2022/23          | 1    | 0    | 1     | 0     | —         | —         | 2     | 0     |
| Локомотив (Москва)  | Итого            | Итого            | 16   | 0    | 3     | 0     | 1         | 0         | 20    | 0     |
| → Локомотив-Казанка | ФНЛ-2            | 2020/21          | 11   | 0    | —     | —     | —         | —         | 11    | 0     |
| → Локомотив-Казанка | ФНЛ-2            | 2021/22          | 4    | 0    | —     | —     | —         | —         | 4     | 0     |
| → Локомотив-Казанка | Итого            | Итого            | 15   | 0    | —     | —     | —         | —         | 15    | 0     |
| Крылья Советов      | Премьер-лига     | → 2022/23        | 16   | 1    | 6     | 0     | —         | —         | 22    | 1     |
| Крылья Советов      | Премьер-лига     | 2023/24          | 9    | 2    | 3     | 0     | —         | —         | 12    | 2     |
| Крылья Советов      | Итого            | Итого            | 25   | 3    | 9     | 0     | —         | —         | 34    | 3     |
| Всего за карьеру    | Всего за карьеру | Всего за карьеру | 56   | 3    | 12    | 0     | 1         | 0         | 69    | 3     |